# Ospedale psichiatrico di Colorno
L'ospedale psichiatrico di Colorno, in provincia di Parma, è stato un complesso di edifici adibito al mantenimento e alla cura di pazienti con problemi psichiatrici.

## Storia
L’ospedale psichiatrico esisteva già a Parma nel XIX secolo.
Nel 1873 scoppiò nella città emiliana un’epidemia di colera e fu deciso di stabilire provvisoriamente l'ospedale psichiatrico a Colorno, situato a nord di Parma. A questo scopo si riadattarono i locali del farnesiano palazzo ducale e dell’adiacente convento dei domenicani. Con il passare degli anni questa soluzione temporanea diventò definitiva: la parte posteriore della Reggia di Colorno rimase adibita a manicomio fino alla sua chiusura nel 1978, con la legge 180, promossa da Franco Basaglia.

## Struttura
Il manicomio occupava alcuni locali del palazzo ducale e del convento dei domenicani, per un totale di 32.500 mq. Il blocco ducale era articolato intorno a corti su tre/quattro piani, mentre il blocco conventuale, a pianta rettangolare, era articolato su due/quattro piani con un sotterraneo, disimpegnato da due corti. Vi erano poi blocchi a “L” articolati su due e su tre piani.
L’ospedale psichiatrico di Colorno ha visto 3 fasi costruttive:
- Fase I, dal 1873 al 1950: progetto di trasformazione e adattamento dei locali del palazzo ducale e del convento. Lorenzo Monti, futuro primo direttore del manicomio di Colorno, si ispirò al modello francese, che prevedeva una rigida separazione dei pazienti per genere, malattia e curabilità della stessa.
- Fase II, dal 1950 al 1955: nel dopoguerra si pensò ad un ammodernamento della struttura, grazie anche alle nuove tecnologie.
- Fase III, dal 1955 al 1978: continuò l'ammodernamento e la ristrutturazione fino alla chiusura dell'ospedale. Negli anni successivi alla chiusura la struttura è stata interessata da opere di riqualificazione, come la sede dell’Archivio Storico del Manicomio (2004, ora a Parma) e la sede della Scuola Internazionale di Cucina ALMA. Il manicomio fu definitivamente svuotato negli anni novanta. Nel 2022 si trova in totale stato di abbandono.

## Le riforme degli anni ’60 e l’occupazione
La realtà di Parma fu teatro di importanti riforme in campo psichiatrico promosse da Mario Tommasini, amministratore locale estremamente sensibile, che, eletto nel 1965 in consiglio provinciale tra le file del PCI, fece dell’apertura dell’ospedale psichiatrico di Colorno e della liberazione dei pazienti una missione umana e politica. Egli aprì al territorio un luogo, da lui stesso definito infernale e violento, e promosse la liberazione dei pazienti attraverso i legami sociali, la dimensione comunitaria e il lavoro.
Nel 1967 la stessa provincia di Parma finanziò la pubblicazione del volume Che cosa è la psichiatria? a cura di Franco Basaglia, in cui veniva raccolta l’esperienza goriziana, e allestì una mostra fotografica con le prime immagini dei manicomi italiani di Carla Cerati e Gianni Berengo Gardin. La mostra fotografica venne accompagnata da una manifestazione di infermieri che sfilarono in città con la camicia di forza, avanzando richieste di miglioramento delle condizioni lavorative.
Tra il 1968 e il 1969 la lotta portata avanti da Tommasini coinvolse anche il movimento studentesco che iniziò ad interessarsi all'ospedale, vedendo nella psichiatria il paradigma estremo della medicina di classe, che portava rafforzamento delle differenze sociali a svantaggio delle classi più povere.
Dal 27 al 30 gennaio 1969 si svolse a Parma il convegno "Medicina e psichiatria", nel quale si avanzarono richieste di miglioramento della struttura del manicomio provinciale.
Tra le richieste avanzate vi erano:
- aprire le porte della struttura;
- tenere assemblee comuni di uomini e donne;
- mandare in pensione i vecchi medici;
- avere permessi di uscita e di consumo delle sigarette;
- cancellare la sveglia alle sei;
- rimuovere le inferriate.

Come segno di protesta, il 3 febbraio 1969 gli studenti occuparono l’ospedale psichiatrico. Il 28 febbraio, alcuni infermieri del manicomio, supportati dalla stampa locale, avviarono un tentativo di contro-occupazione che però non ebbe successo.
Il 9 marzo dello stesso anno terminò l'occupazione.
Dal settembre del 1970 al marzo del 1971, l’azione di Mario Tommasini venne affiancata da Franco Basaglia, nuovo direttore dell’ospedale psichiatrico di Colorno.

## Curiosità
L'ospedale psichiatrico di Colorno è stato il set del film documentario del 1976 Matti da slegare di Silvano Agosti, Marco Bellocchio, Sandro Petraglia e Stefano Rulli.